# Rachel Luttrell
Rachel Luttrell (Dar es-Salaam, 1971. január 19. –) kanadai színésznő. 

## Élete és pályafutása
A tanzániai Dar Es Salaamban született, majd Kanadában nőtt fel. A Russian Academy Ballet School tanintézményben tanult balettozni. 
Veronica Beck szerepét kapta meg a CBC televízióadón futó Street Legal című drámasorozatban. Feltűnt még a Vészhelyzet, a Bűbájos boszorkák és A vámpírzsaru epizódjaiban. 
2004-től 2009-ig Teyla Emmagant alakította a Csillagkapu: Atlantisz című sci-fi sorozatban.

## Filmográfia
Néhány helyen Rachel Z. [Zawadi] Luttrell néven.
- A Dog's Breakfast (2006)
- The Aviary (2005), Portia szerepében
- Stop Thief! (2004), Nicky szerepében
- Csillagkapu: Atlantisz (2004–2009), Teyla Emmagan szerepében
- From Stargate to Atlantis: Sci Fi Lowdown (2004) mint önmaga/Teyla Emmagan szerepében
- Preview to Atlantis (2004) mint önmaga/Teyla szerepében
- Everyday Use (2003), Dee szerepében
- Impostor (2002), ápolónő szerepben
- Touched by an Angel (2002), Marla szerepében
- Vészhelyzet (2001), medikusként
- Bűbájos boszorkák (2001) Janna, a második boszorkány szerepében
- Anne Rice's Feast of All Saints (2001), Lisette szerepében
- Damon (1998), Brenda szerepében
- In the House (1997), Daphne szerepében
- Sleepwalkers (1997)
- Joe's So Mean to Josephine (1996), egy lányt alakított a bárból
- Maniac Mansion (1993), Lorrie szerepében
- Personal Effects (1992)
- Forever Knight (1992), Norma Alves szerepében
- Street Legal (1991 – 1992), Veronica Beck szerepében
- Courage (1986), Bobby lányának szerepében